# Daucus subsessilis
Daucus subsessilis är en flockblommig växtart som beskrevs av Pierre Edmond Boissier. Daucus subsessilis ingår i släktet morötter, och familjen flockblommiga växter. Inga underarter finns listade i Catalogue of Life.